# Coelotes hiurai
Coelotes hiurai là một loài nhện trong họ Amaurobiidae.
Loài này thuộc chi Coelotes. Coelotes hiurai được miêu tả năm 2009 bởi Nishikawa.